# Sztorm (film 2005)
Sztorm – szwedzki film dramat z 2005.